# Provinz Hannover
Hannover war von 1866 bis 1946 der Name einer preußischen Provinz.

## Geschichte

### Besetzung durch Preußen und Annexion
1866 verlor das Königreich Hannover an der Seite Österreichs den Deutschen Krieg und wurde in der Folge durch Preußen besetzt und annektiert. Das Königreich Hannover hatte zuvor versucht, mit anderen Ländern im Deutschen Bund eine neutrale Stellung zwischen beiden Streitparteien zu behalten, stimmte aber in der entscheidenden Abstimmung über die Mobilisierung der Bundestruppen am 14. Juni 1866 gegen Preußen. Wenig später erklärte Preußen dem Königreich Hannover auf Grund dieser Haltung den Krieg. Die hannoversche Armee musste nach anfänglichen Erfolgen gegen die preußischen Truppen, wie beispielsweise in der Schlacht bei Langensalza, kapitulieren. Die hannoversche Herrscherdynastie der Welfen wurde entthront, das Königreich Hannover wurde annektiert und zu einer preußischen Provinz erklärt. Das Privatvermögen der Welfen wurde von Bismarck als sogenannter Reptilienfonds zur Beeinflussung von Presseberichten und des immer geldbedürftigen bayerischen Königs Ludwig II. genutzt, ohne darüber dem Reichstag Rechenschaft abzulegen. Laut Sebastian Haffner erhielt Ludwig II. für seine Privatschatulle 4.720.000 Goldmark aus dem Welfenfonds für die Zustimmung des Königreichs Bayerns zur Gründung des Deutschen Reiches 1871. Die Zeit unter der Verwaltung als preußische Provinz war gekennzeichnet von einem weitgehenden Ausbau der Verkehrs- und Wirtschaftsinfrastruktur.

### Vorabstimmung vom 18. Mai 1924
Die Weimarer Republik sah die Möglichkeit der territorialen Neugliederung des Reichsgebiets unter anderem auf dem Weg eines direktdemokratischen Verfahrens vor. Hierzu wurde nach einem erfolgreichen Zulassungsantrag eine sogenannte Vorabstimmung durchgeführt, bei der ein Drittel der Stimmberechtigten einer Abstimmung über die Umbildung des Reichsgebiets zustimmen musste. War dies erreicht, sollte über die eigentliche Neugliederung des Reichsgebiets abgestimmt werden. Im Jahr 1922 wurde ein erfolgreicher Zulassungsantrag eingereicht, der zunächst nur das Ausscheiden der Regierungsbezirke Stade und Lüneburg aus Preußen und Gründung eines eigenen Landes zum Ziel hatte. Die ursprünglich für den 11. März 1923 angesetzte Vorabstimmung wurde aufgrund der Rheinlandbesetzung auf Bitten der Vertrauensleute verschoben. Die Vorabstimmung wurde schließlich für 1924 angesetzt, jedoch nun mit der erweiterten Zielsetzung, dass die Provinz Hannover – mit der Ausnahme des Regierungsbezirks Aurich – aus Preußen ausscheidet und ein eigenes Land bildet. Nachdem bei der Abstimmung am 18. Mai 1924 das geforderte Abstimmungsquorum nicht erreicht wurde, verblieb Hannover als Provinz beim Freistaat Preußen. Eine Beschwerde der Vertrauensleute gegen das Ergebnis der Vorabstimmung wurde vom Wahlprüfungsgericht mit Urteil vom 8. Juni 1925 verworfen.

### Auflösung Preußens und Wiedererrichtung Hannovers
Die hannoversche und welfische Gesinnung ging im Land aber trotz der Einverleibung nach Preußen nicht unter, bestärkt durch die weitverbreitete Ansicht, dass es sich bei der Annexion um einen ungesetzlichen Akt handelte. Es bildete sich als politische Partei die Deutsch-Hannoversche Partei (DHP), die für eine Neubildung des Landes Hannover und eine Rehabilitierung des Welfenhauses eintrat und die über das Kaiserreich hinaus bis in die Weimarer Republik hinein mehrfach im Reichstag vertreten war. Mit der Hochzeit des Welfenprinzen Ernst August von Braunschweig-Lüneburg und der Hohenzollernprinzessin Viktoria Luise von Preußen am 24. Mai 1913 und der anschließenden Einsetzung Ernst Augusts zum regierenden Herzog von Braunschweig im November desselben Jahres schien eine Aussöhnung der beiden dynastischen Häuser in greifbare Nähe gerückt (wiewohl Hannover preußische Provinz blieb), wurde aber von den bald darauf einsetzenden Umwälzungen in Europa mit Ausbruch des Ersten Weltkrieges überholt, die zur Abschaffung der Monarchie in Deutschland führten. Die Provinz Hannover gehörte nun zum Freistaat Preußen.
1944 wurden dem Reichsstatthalter in Oldenburg und Bremen die Regierungsbezirke Aurich und Osnabrück unterstellt. Die beiden Regierungsbezirke blieben jedoch formell weiterhin Bestandteile Preußens und der Provinz Hannover. Es entstand bis 1945 eine uneinheitliche Verwaltungsstruktur, da je nach Fachgebiet Regierungsstellen entweder in Oldenburg oder in Hannover zuständig waren.
Am 23. August 1946 entstand mit der Verordnung Nr. 46 der britischen Militärregierung vom 23. August 1946 betreffend die Auflösung der Provinzen des ehemaligen Landes Preußen in der Britischen Zone und ihre Neubildung als selbständige Länder das Land Hannover neu. Auf Betreiben des hannoverschen Ministerpräsidenten Hinrich Wilhelm Kopf wurde dieses Land kurze Zeit darauf mit den Ländern Oldenburg, Braunschweig und Schaumburg-Lippe zum Land Niedersachsen vereinigt.
Nach 1945 trat die konservative Niedersächsische Landespartei (1947 umbenannt in Deutsche Partei) die Nachfolge der Deutsch-Hannoverschen Partei an. Außer in Niedersachsen hatte die Deutsche Partei auch gewisse Erfolge in Nordhessen und war bis 1960 auch in der Bundesregierung vertreten. Danach setzte ein drastischer Niedergang der Partei ein. Sie ging 1961 in der Gesamtdeutschen Partei (GDP) auf.

## Einwohnerentwicklung und Gebiet
| Jahr | Einwohner |
| ---- | --------- |
| 1871 | 1.961.437 |
| 1880 | 2.120.168 |
| 1890 | 2.278.361 |
| 1900 | 2.590.939 |
| 1910 | 2.942.436 |
| 1925 | 3.190.619 |
| 1933 | 3.367.507 |
| 1939 | 3.476.056 |

Im Jahre 1910 umfasste die Provinz eine Fläche von 38.509 km². Nach Gebietsänderungen in den Räumen Rinteln, Wilhelmshaven, Bremen, Cuxhaven und Hamburg erhöhte sich die Fläche im Verlauf der 1930er Jahre auf 38.639 km².

## Oberpräsidenten der Provinz Hannover
- 1867–1873: Otto zu Stolberg-Wernigerode
- 1873: Karl Heinrich von Boetticher
- 1873–1878: Botho zu Eulenburg
- 1878–1888: Adolf Hilmar von Leipziger
- 1888–1897: Rudolf von Bennigsen, NLP
- 1898–1902: Constantin zu Stolberg-Wernigerode
- 1902–1914: Richard von Wentzel
- 1914–1917: Ludwig von Windheim
- 1917–1920: Ernst von Richter, NLP/DVP
- 1920–1933: Gustav Noske, SPD
- 1933: Friedrich von Velsen, DNVP
- 1933–1941: Viktor Lutze, NSDAP
- 1941–1945: Hartmann Lauterbacher, NSDAP
- 11. Mai bis 16. September 1945: Eberhard Hagemann
- 1945–1946: Hinrich Wilhelm Kopf, SPD

## Landesdirektoren und Landeshauptleute
- 1868–1888[5]: Rudolf von Bennigsen (1824–1902), Landesdirektor
- 1889–1894: Ernst von Hammerstein-Loxten, Landesdirektor
- 1895–1899: Carl Hugo Müller (1830–1908), Landesdirektor
- 1899–1908: Georg Lichtenberg, Landesdirektor
- 1908–1925: Ludwig von der Wense, Landeshauptmann
- 1925–1931: Martin von Campe, Landeshauptmann
- 1931–1933: Eberhard Hagemann, Landeshauptmann
- 1933–1944: Ludwig Geßner, Landeshauptmann
- 1944–1945: Franz Schattenfroh, kommissarischer Landeshauptmann

## Provinziallandtag
| Jahr                             | 1921    | 1921  | 1925    | 1925  | 1929    | 1929  | 1933    | 1933  |
| Partei                           | Prozent | Sitze | Prozent | Sitze | Prozent | Sitze | Prozent | Sitze |
| -------------------------------- | ------- | ----- | ------- | ----- | ------- | ----- | ------- | ----- |
| SPD                              | 34,7 %  | 37    | 32,9 %  | 37    | 34,8 %  | 39    | 23,1 %  | 26    |
| DHP                              | 16,7 %  | 17    | 0,6 %   | 1     | 10,9 %  | 12    | –       | –     |
| DVP                              | 15,0 %  | 16    | 1,3 %   | 1     | 8,3 %   | 10    | –       | –     |
| DNVP                             | 7,0 %   | 7     | 2,2 %   | 2     | 6,7 %   | 8     | 9,7 %   | 11    |
| Zentrum                          | 6,4 %   | 7     | 9,7 %   | 11    | 8,9 %   | 10    | 8,1 %   | 9     |
| DDP                              | 4,6 %   | 5     | 3,9 %   | 5     | 3,1 %   | 4     | –       | –     |
| USPD                             | 3,3 %   | 3     | –       | –     | –       | –     | –       | –     |
| KPD                              | 3,2 %   | 4     | 4,2 %   | 5     | 3,7 %   | 4     | 4,8 %   | 6     |
| Liste Elbe-Weser                 | 8,0 %   | 10    | –       | –     | –       | –     | –       | –     |
| Heuerleute                       | 0,7 %   | 1     | –       | –     | –       | –     | –       | –     |
| Liste Ostfriesland               | 0,4 %   | 1     | –       | –     | –       | –     | –       | –     |
| Liste Esens-Wittmund-Friedeburg  | 0,4 %   | 1     | –       | –     | –       | –     | –       | –     |
| VHP                              | –       | –     | 27,2 %  | 30    | –       | –     | –       | –     |
| DVFP                             | –       | –     | 0,7 %   | 1     | –       | –     | –       | –     |
| Haus und Grundbesitzer           | –       | –     | 7,3 %   | 8     | –       | –     | –       | –     |
| Wirtschaft, Handwerk und Gewerbe | –       | –     | 3,7 %   | 5     | –       | –     | –       | –     |
| Hannoversche Ortsparteien        | –       | –     | 2,7 %   | 3     | –       | –     | –       | –     |
| Sparerbund                       | –       | –     | 2,0 %   | 3     | –       | –     | –       | –     |
| NSDAP                            | –       | –     | –       | –     | 6,8 %   | 8     | 48,8 %  | 55    |
| CNBL                             | –       | –     | –       | –     | 3,7 %   | 4     | –       | –     |
| NF                               | –       | –     | –       | –     | 1,9 %   | 2     | –       | –     |
| DHP/CSVD                         | –       | –     | –       | –     | –       | –     | 4,1 %   | 5     |
| Mittelstandsblock                | –       | –     | –       | –     | 9,1 %   | 10    | –       | –     |

- An 100 % fehlende Stimmen = Nicht im Provinziallandtag vertretene Wahlvorschläge.

## Verwaltungsgliederung 1868–1885
Nach der Annexion des Königreichs Hannovers durch Preußen und seiner Umwandlung in eine preußische Provinz im Jahre 1867 blieb die traditionelle Einteilung in Landdrosteien, Ämter und selbständige Städte zunächst erhalten, wobei die Amtshauptleute die Stellung eines preußischen Landrats erhielten. Gleichzeitig wurden durch eine preußische Verordnung vom 12. September 1867 provinzweit 37 „Kreise“ gebildet. Diese Kreise, auch Steuerkreise genannt, waren für Militär- und Steuerangelegenheiten, später auch für die Durchführung des Reichsimpfgesetzes sowie für Wohltätigkeitsangelegenheiten zuständig. Da die Mehrzahl der eigentlichen Verwaltungsaufgaben bei den Ämtern und den selbstständigen Städten verblieb, erlangten die Steuerkreise keine besondere Bedeutung.
1868 wurde die Berghauptmannschaft Clausthal, die bis dahin gleichrangig neben den sechs hannoverschen Landdrosteien bestanden hatte, in die Landdrostei Hildesheim eingegliedert.
Das preußische Gesetz über die allgemeine Landesverwaltung vom 30. Juli 1883 trat in der Provinz Hannover am 1. Juli 1885 in Kraft.

## Verwaltungsgliederung ab 1885
| Mit Inkrafttreten des Gesetzes am 1. Juli 1885 wurden die sechs Landdrosteien in Regierungsbezirke umgewandelt: 1. Regierungsbezirk Aurich 2. Regierungsbezirk Hannover 3. Regierungsbezirk Hildesheim 4. Regierungsbezirk Lüneburg 5. Regierungsbezirk Osnabrück 6. Regierungsbezirk Stade | Regierungsbezirke in der Provinz Hannover 1905 |

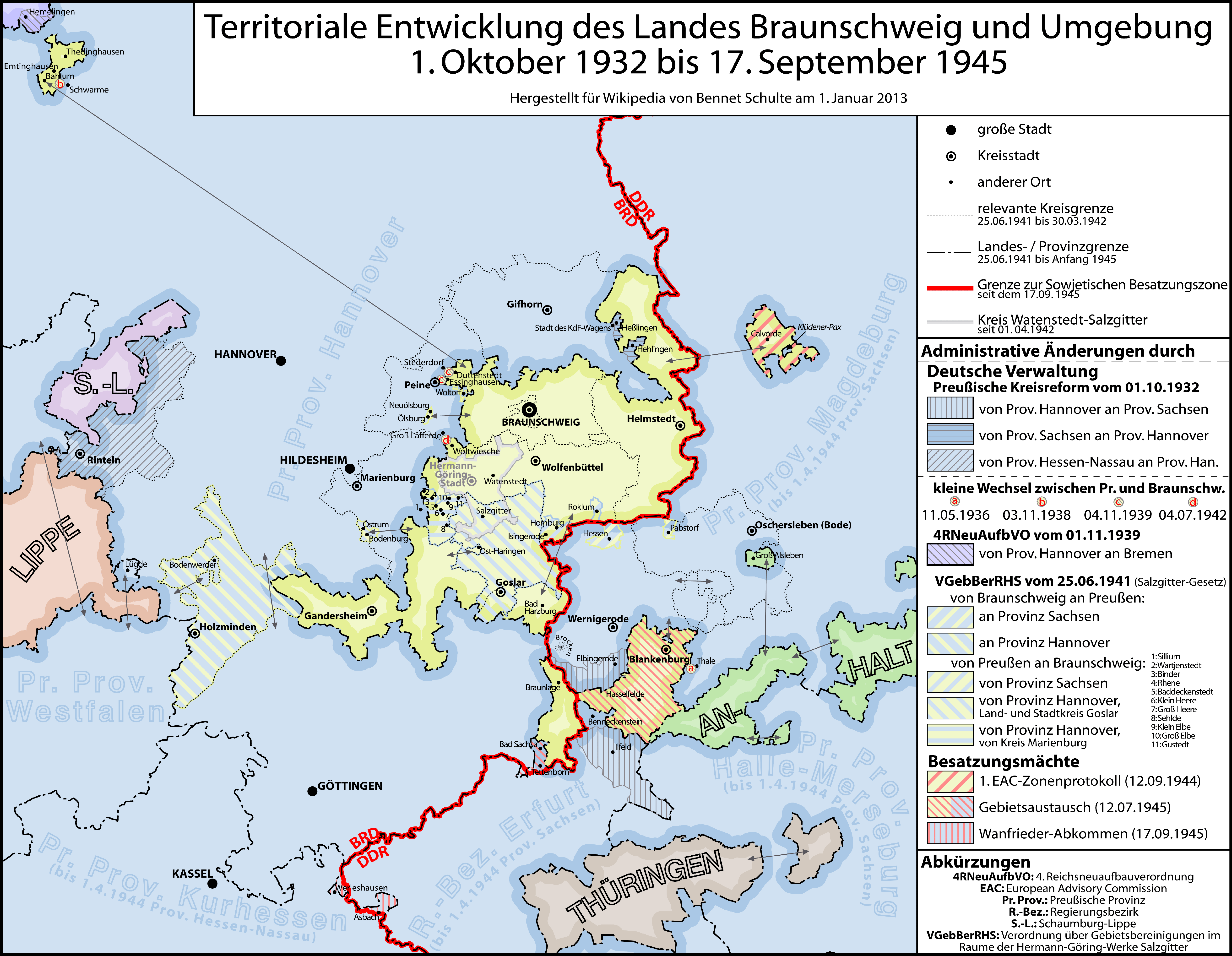
Territoriale Entwicklung der Provinz Hannover im Raum Harz und Braunschweig (1. Oktober 1932 bis 17. September 1945)

Die Regierungsbezirke wurden in neue Stadt- und Landkreise untergliedert, wobei die alte Ämterstruktur aufgehoben wurde. Kreissitze, die vom Namen des Kreises abweichen, sind in der folgenden Auflistung in Klammern hinzugefügt:

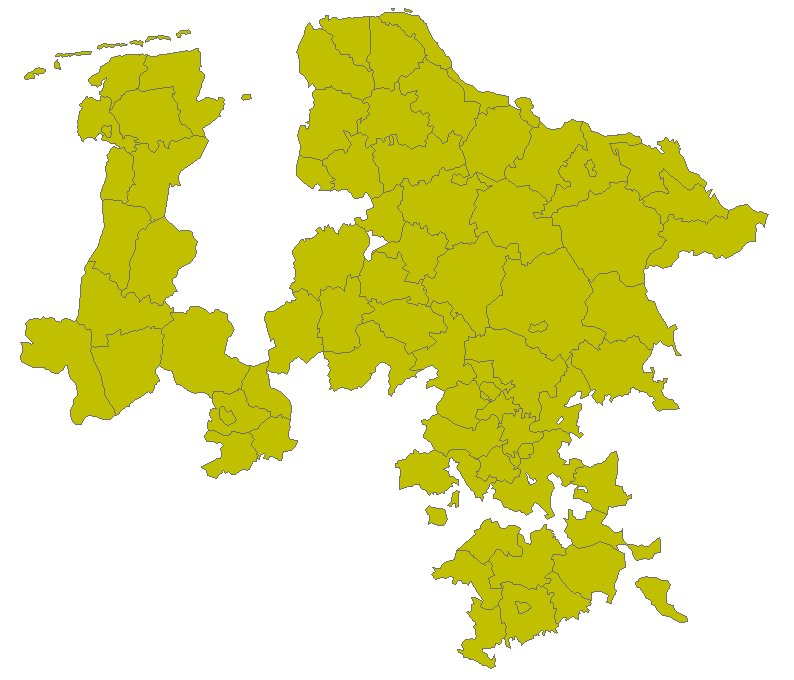
Kreise und Stadtkreise in der Provinz Hannover (1905)

### Regierungsbezirk Aurich

#### Stadtkreise
- Emden
- Wilhelmshaven (1919–1937, danach zu Oldenburg)

#### Landkreise
- Aurich
- Emden (bis 1932, danach zur Stadt Emden, zum Landkreis Norden und zum Landkreis Leer)
- Leer
- Norden
- Weener (bis 1932, danach zum Landkreis Leer)
- Wittmund

### Regierungsbezirk Hannover

#### Stadtkreise
- Hameln (seit 1923)
- Hannover
- Linden (1886–1920, danach zur Stadt Hannover)

#### Landkreise
- Grafschaft Diepholz (Landratsamt in Diepholz, bis 1932 Kreis Diepholz)
- Grafschaft Hoya (Landratsamt in Syke, bis 1932 Kreis Hoya)
- Grafschaft Schaumburg (Landratsamt in Rinteln, vor 1932 Provinz Hessen-Nassau)
- Hameln-Pyrmont (Landratsamt in Hameln, bis 1922 Kreis Hameln)
- Hannover
- Linden (bis 1932, danach zum Landkreis Hannover)
- Neustadt am Rübenberge
- Nienburg/Weser
- Springe
- Stolzenau (bis 1932, danach zum Landkreis Nienburg/Weser)
- Sulingen (bis 1932, danach zum Landkreis Grafschaft Diepholz)
- Syke (bis 1932, danach zum Landkreis Grafschaft Hoya)

### Regierungsbezirk Hildesheim

#### Stadtkreise
- Göttingen
- Goslar (bis 1941, danach zu Braunschweig)
- Hildesheim

#### Landkreise
- Alfeld (Leine)
- Duderstadt
- Einbeck
- Göttingen
- Goslar (bis 1941, danach zu Braunschweig)
- Gronau
- Hildesheim
- Holzminden (seit 1941, vorher Braunschweig)
- Ilfeld (bis 1932, danach zur Provinz Sachsen)
- Marienburg i. Hann. (Landratsamt in Hildesheim)
- Münden
- Northeim
- Osterode am Harz
- Peine
- Uslar (bis 1932, danach zum Landkreis Northeim)
- Zellerfeld (Landratsamt in Clausthal-Zellerfeld)

### Regierungsbezirk Lüneburg

#### Stadtkreise
- Celle
- Harburg (1927 zu Harburg-Wilhelmsburg)
- Harburg-Wilhelmsburg (1927–1937, danach zu Hamburg)
- Lüneburg
- Wilhelmsburg (1925–1927, danach zu Harburg-Wilhelmsburg)

#### Landkreise
- Bleckede (bis 1932, danach zum Landkreis Lüneburg)
- Burgdorf
- Celle
- Dannenberg (Landratsamt in Lüchow, 1932 wurde der Kreis Lüchow zum Kreis Dannenberg hinzugefügt)
- Fallingbostel
- Gifhorn
- Harburg (Landratsamt in Stadt Harburg, welche ab 1937 zu Hamburg gehörte)
- Isenhagen (bis 1932, danach zum Landkreis Gifhorn)
- Lüchow (bis 1932, danach zum Landkreis Dannenberg)
- Lüneburg
- Soltau
- Uelzen (Landratsamt bis 1974 in Oldenstadt)
- Winsen

### Regierungsbezirk Osnabrück

#### Stadtkreise
- Osnabrück

#### Landkreise
- Aschendorf-Hümmling (Landratsamt in Aschendorf/Ems, 1932 aus den Landkreisen Aschendorf und Hümmling gebildet)
- Landkreis Bersenbrück
- Grafschaft Bentheim (Landratsamt in Bentheim)
- Iburg (bis 1932, danach zum Landkreis Osnabrück)
- Lingen
- Melle
- Meppen
- Osnabrück
- Wittlage

### Regierungsbezirk Stade

#### Stadtkreise
- Cuxhaven mit den Inseln Neuwerk und Scharhörn (seit 1937, gehörte vorher zu Hamburg)
- Geestemünde (1912–1924, danach zum Stadtkreis Wesermünde)
- Lehe (1920–1924, danach zum Stadtkreis Wesermünde)
- Wesermünde (1924 aus den Stadtkreisen Geestemünde und Lehe gebildet)

#### Landkreise
- Achim (bis 1932, danach zum Landkreis Verden)
- Blumenthal (bis 1932, danach zum Landkreis Osterholz)
- Bremervörde
- Hadeln (Landratsamt in Otterndorf, 1932 zum Landkreis Land Hadeln)
- Jork (bis 1932, danach zu den Landkreisen Stade und Harburg)
- Kehdingen (bis 1932, danach zum Landkreis Stade)
- Land Hadeln (Landratsamt in Otterndorf, 1932 aus den Kreisen Hadeln und Neuhaus an der Oste gebildet)
- Neuhaus an der Oste (bis 1932, danach zum Landkreis Land Hadeln)
- Osterholz (Landratsamt in Osterholz-Scharmbeck)
- Rotenburg i. Hann.
- Stade
- Verden
- Wesermünde, 1932 aus den Landkreisen Geestemünde und Lehe gebildet
- Zeven (bis 1932, danach zum Landkreis Bremervörde)